# Odissea Fantascienza
Odissea Fantascienza è una collana di romanzi di fantascienza pubblicata dall'editrice Delos Books.
Edita a partire dal mese di ottobre del 2005 e curata da Gianfranco Viviani, conosciuto per aver fondato a suo tempo l'Editrice Nord, una casa editrice specializzata in romanzi di fantascienza, questa collana punta sulla formula del romanzo breve. Dal numero 49 è curata da Silvio Sosio. Le prefazioni dei volumi sono di Salvatore Proietti.
La numerazione dei volumi è confusa: i numeri da 1 a 68 (da Ottobre 2005 a Marzo 2016) sono stati pubblicati dall'editore Delos Books (a volte "Associazione Delos Books") in formato cartaceo (collana 17). 
La serie Odissea Fantascienza - Delos Digital, in formato cartaceo, ha numerazione da 64 a 104 (a luglio 2021) (collana 51). 
La serie Odissea Fantascienza - Delos Digital, in formato digitale, ha numerazione da 3 a 106 (a luglio 2021) (collana 162).
La numerazione delle due collane Odissea Fantascienza - Delos Digital è incoerente: lo stesso titolo ha numerazione diversa fra edizione digitale e edizione cartacea. La collana 162 (Delos Digital - digitale) ha numerazione in larga parte sovrapposta a quella della collana 17 (Delos Books - cartaceo), ma con titoli diversi.
L'editore bandisce ogni anno il premio Odissea, per romanzi inediti di genere fantascientifico e fantastico in genere, che comprende la pubblicazione dell'opera vincitrice nella collana.

## Volumi pubblicati
1. Vernor Vinge, I simulacri (The Cookie Monster) -  vincitore del Premio Hugo 2004, ottobre 2005
2. Nancy Kress, Mendicanti in Spagna (Beggars in Spain) -  vincitore del Premio Hugo 1992 e del Premio Nebula 1991, ottobre 2005
3. Harry Turtledove, Dramma nelle Terrefonde (Down in the Bottomlands) -  vincitore del Premio Hugo 1994, novembre 2005
4. Walter Jon Williams, L'era del flagello (The Green Leopard Plague) - vincitore del Premio Nebula 2004, novembre 2005
5. Lois McMaster Bujold, Festa d'inverno a Barrayar (Winterfair Gifts), marzo 2006
6. Greg Egan, Oceanic (Oceanic) - vincitore del Premio Hugo 1999 e del Premio Locus 1999, marzo 2006
7. Harry Harrison, La guerra dei robot (Robot) [Antologia], aprile 2006
8. Lucius Shepard, Solitaire Station (Barnacle Bill, the Spacer), aprile 2006
9. Tom Godwin, Gli esiliati di Ragnarok (The Survivors), maggio 2006
10. Catherine Asaro, Un ponte sull'abisso (Walk in Silence), maggio 2006
11. Frederik Pohl, Il segreto dei Donovan (Donovan Had a Dream), settembre 2006)
12. Robert J. Sawyer, Furto di identità (Identity Theft), ottobre 2006
13. Ruth Nestvold, Il linguaggio segreto (Looking Through Laces), novembre 2006
14. Frederik Pohl, L'insidia del Glotch (Slave Ships), febbraio 2007
15. Tom Godwin, I reietti dello spazio (The Barbarians of Space), marzo 2007
16. Kage Baker, Benvenuto nell'Olimpo signor Hearst (Welcome to Olympus, Mr. Hearst), aprile 2007
17. Charles Stross, Giungla di cemento (The Concrete Jungle), maggio 2007
18. Lois McMaster Bujold, Miles Vorkosigan L'uomo del tempo (The Weatherman), giugno 2007
19. Frederik Pohl, Il morbo di Mida (The Mida's Plague), settembre 2007
20. Kage Baker, L'imperatrice di Marte (Empress of Mars), ottobre 2007
21. Lucius Shepard, Piste di guerra (R&R), novembre 2007
22. Robert Reed, Un miliardo di donne come Eva (A Billion Eves), gennaio 2008
23. James Patrick Kelly, L'utopia di Walden (Burn), febbraio 2008
24. Connie Willis, La voce dall'aldilà (Inside Job), marzo 2008
25. Charles Stross, Universo distorto (Missile Gap), aprile 2008
26. Paul Di Filippo, Un anno nella città lineare (A Year in the Linear City), maggio 2008
27. Robert Charles Wilson, Julian L'eretico (A Christmas Story), giugno 2008
28. Giampietro Stocco, Dalle mie ceneri, settembre 2008
29. Connie Willis, L'ultimo dei Winnebago (Last of the Winnebagos), ottobre 2008
30. Bruce Sterling, Il chiosco (The Kiosk), novembre 2008)
31. Lucius Shepard, Le stelle senzienti (Stars Seen Through Stone), febbraio 2009
32. Nancy Kress, Il trattamento D (Fountain of Age), marzo 2009
33. Elisabetta Vernier, Clipart, aprile 2009
34. Ken MacLeod, Human Front (Human Front), maggio 2009
35. Bill Fawcett, I signori della guerra (Warmasters) [Antologia], giugno 2009
36. Matthew Hughes, Guth Bandar esploratore della noosfera (The Commons), settembre 2009
37. Clelia Farris, Nessun uomo è mio fratello, ottobre 2009)
38. Robert Reed, La verità (The Truth)
39. Nancy Kress, La connessione Erdmann (The Erdmann Nexus)
40. Paolo Lanzotti, Il segreto di Kregg
41. Charles Coleman Finlay, Prigioniero politico (The Political Prisoner)
42. Allan M. Steele, Ieri e domani
43. Charles Stross, Palinsesto
44. Ian McDonald, Il circo dei gatti di Vishnu
45. Giovanni Burgio, Infezione genomica
46. Nancy Kress, Atto primo
47. Kris Rusch, Il recupero dell'Apollo 8
48. Stanley G. Weinbaum, Un'odissea marziana
49. Vittorio Curtoni, Bianco su nero e altre storie
50. Ted Chiang, Il ciclo di vita degli oggetti software
51. Paul Di Filippo, La Trilogia Steampunk
52. Cory Doctorow, Infoguerra
53. Mack Reynolds, Effetto valanga
54. Geoffrey A. Landis, La città nelle nuvole (The Sultan of the Clouds, 2010)
55. Paul Di Filippo, La principessa della giungla lineare (A Princess of the Linear Jungle, 2011), giugno 2012
56. Fredric Brown, Marziani, andate a casa! (Martians, Go Home, 1955)
57. Alastair Reynolds, L'ultimo cosmonauta (Troika, 2009)
58. Dario Tonani, Mondo9 (riunisce il ciclo completo delle quattro novelette steampunk uscite in ebook tra il 2010 e il 2012: Cardanica, Robredo, Chatarra e Afritania)
59. Ursula K. Le Guin, Paradisi perduti
60. Alan K. Baker, L'ambasciatore di Marte alla corte della Regina Vittoria (The Martian Ambassador, 2011), marzo 2013
61. Francesco Verso, Livido
62. Nancy Kress, Dopo la caduta (After the Fall, Before the Fall, During the Fall, 2012)
63. Aliette de Bodard, Stazione Rossa
64. Davide Del Popolo Riolo, De bello alieno, febbraio 2014
65. Lanfranco Fabriani, Lungo i vicoli del tempo, maggio 2014
66. Alain Voudì, Trainville, marzo 2015
67. Rainer Maria Malafantucci, Gozzo Unterlachen poeta maledetto, 2015
68. Cory Doctorow, L'uomo che vendette la luna (The Man Who Sold the Moon), marzo 2016
69. Lanfranco Fabriani, Nelle nebbie del tempo, marzo 2016
70. Franci Conforti, Spettri e altre vittime di mia cugina Matilde, 2016
71. Elena di Fazio, Ucronia, 2017
72. Emanuele Boccianti e Luca Persiani, Futuro invisibile, 2018
73. Emanuela Valentini, Materia oscura, 2018

78. Marco Passarello. Fanta-scienza, 2021
127. A cura di Gian Filippo Pizzo, con la collaborazione di Emanuele Manco Trinacria Station - Antologia della fantascienza siciliana, 2022
151. Emanuele Boccianti e Luca Persiani, Panthalassa, 2024